# 2329 Orthos
2329 Orthos eller 1976 WA är en asteroid i huvudbältet som kortar Mars och Jordens omloppsbanor, den upptäcktes 19 november 1976 av den tyske astronomen Hans-Emil Schuster vid La Silla-observatoriet. Den är uppkallad efter den tvåhövdade hunden Orthos i den grekiska mytologin.
Den tillhör asteroidgruppen Apollo.